# Saint-Guen
Saint-Guen is een plaats en voormalige gemeente in het Franse departement Côtes-d'Armor in de regio Bretagne. De plaats telt 462 inwoners (1999) en mmaakt deel uit van het arrondissement Guingamp.

## Geschiedenis
Op 1 januari 2017 is de gemeente gefuseerd met Mûr-de-Bretagne onder de naam Guerlédan.

## Geografie
De oppervlakte van Saint-Guen bedraagt 18,0 km², de bevolkingsdichtheid is 25,7 inwoners per km².
De onderstaande kaart toont de ligging van Saint-Guen met de belangrijkste infrastructuur en aangrenzende gemeenten.

## Demografie
Onderstaande figuur toont het verloop van het inwonertal.